# Elaphoglossum volkensii
Elaphoglossum volkensii là một loài thực vật có mạch trong họ Lomariopsidaceae. Loài này được (Hieron.) C. Chr. mô tả khoa học đầu tiên năm 1905.